# Кемі-обинська культура

Ареал розселення племен Кемі-обінської культури

Ке́мі-оби́нська культу́ра — археологічна культура доби середнього бронзової доби на території Нижнього Приазов'я, Нижнього Подніпров'я та Криму, що існувала на території України протягом III тисячоліття до нашої ери.

## Походження і дослідження
Більшість вчених схиляються до думки, що племена майкопської культури прийшли з Північного Кавказу. Частина племен, яка заселила Приазов'я та Подніпров'я змішалися з нижньомихайлвськими та  середньостьогівськими племенами і сформували на лівобережному півдні України нові племінні утворення з культурою змішаного характеру.
Інша точка зору пов'язує прихід з Передкавказзя племен дольменної культури.
Культуру та історію цих племен вивчено завдяки археологічним дослідженням нижнього шару відомого Михайлівського поселення у Нижньому Подніпров'ї.
Група кавказьких племен, яка через Керченську протоку проникла у Крим, залишила по собі оригінальні пам'ятки, що дістали назву кемі-обинських — від кургану Кемі-Оба поблизу Білогірська. При певних відмінностях у характері культури кримських та степових енеолітичних племен, вони, проте, лишалися досить близькими між собою, що зумовлювалося їх спільним походженням.
У сучасних дослідженнях виділення кемі-обинської культури ставиться під сумнів, а її найяскраві пам'ятки власноможців відносять до поховань ямної культурно0істроичної спільноти, на території якої був необхідний кам'яний матеріал для поховальних споруд.

## Житло
Кемі-обинські племена проживали у невеликих поселеннях, які нерідко розташовувалися на підвищеннях та на островах річок, зокрема Дніпра і його приток. Поселення складалися з ряду жител землянкового типу з двосхилим дахом, підтримуваним дерев'яними стовпами. Крім відкритих поселень, в гірські частині Криму відомі також невеликі короткочасні стоянки в печерах і гротах.

## Господарство
Значну роль у господарстві кемі-обинської культури відігравало скотарство, зокрема вівчарство. Цілком ймовірно, що короткочасні стоянки кемі-обинських скотарів у передгірних та гірських районах Криму пов'язані з сезонним випасанням тут отар овець. Крім вівчарства, кемі-обинські скотарі займалися конярством і розведенням великої рогатої худоби. Є безперечні дані про те, що у господарстві кемі-обинців використовувався кінь та свійський бик. Кемі-обинські племена займалися також землеробством. Про це свідчать знахідки крем'яних вкладишів до серпів.

## Знаряддя праці і побут
Як і інші енеолітичні племена, кемі-обинці користувалися в господарстві та побуті різноманітними знаряддями з кременю, каменю, рогу та металу. Оригінальними виробами з кістки були так звані ковзани та гральні кістки. З числа металевих виробів у кемі-обинських племен відомі шила, ножі, сокири, тесла та інші вироби, безсумнівно, кавказького походження.
Кемі-обинські племена виробляли посуд, безсумнівно відмінний від посуду інших енеолітичних племен, що проживали на території сучасної України, у тому числі горщики кількох типів, а також чаші на невисокому піддоні та на ніжках — так звані курильниці. Глиняний кемі-обинський посуд був досить одноманітно і бідно орнаментований.

## Поховання
Кемі-обинські племена ховали померлих під курганами. Нерідко це були досить складні споруди, для будівництва яких широко використовувалися камінь та дерево.
Для поховальної камери викопувалася чотирикутна яма. Стіни ями здебільшого обкладалися добре обробленими та підігнаними одна до одної кам'яними плитами або дерев'яними колодами. Внутрішні стіни кам'яної або дерев'яної камери часто розписувалися фарбами, які, мабуть, імітували килими. На дно камери, посипане дрібною галькою, морськими черепашками або подрібненим вапном, клали померлого або на спині, або на боці, у скороченому положенні.
До поховальної камери ставили глиняний посуд, різноманітні предмети з каменю, кістки та металу, яку згідно з віруваннями того часу могли знадобитися померлому на тому світі. Після цього поховальна камера перекривалася кам'яними плитами або дерев'яними колодами і старанно замазувалася глиною. Над похованням робився земляний насип, який нерідко обкладався камінням. Навколо центральної споруди, іноді на певній відстані, споруджувалося кам'яне коло, так званий кромлех, після чого всю споруду засипали землею.
Коли кемі-обинці хотіли особливо відзначити певну особу, на кургані встановлювали кам'яну антропоморфну стелу або вертикально поставлений необтесаний видовжений камінь — менгір.

## Мистецтво
Кемі-обинські племена були творцями оригінального декоративно-прикладного мистецтва, пов'язаного з оформленням та розписом поховальних камер. У них зародилася також первісна скульптура, пов'язана з виготовлденням антропоформних стел — різного розміру кам'яних плит, на яких умовно позначалася голова людини, схематично зображалися окремі деталі людського обличчя та рук. На нижній частині деяких антропоформних стел інколи висічені зображення людей, тварин, а також різних знарядь праці, зброї тощо.

## Найбільші археологічні знахідки
- Бабине
- Баратівка
- Бахчі-Елі
- Долинка
- Дружне
- Ені-Сала
- Золота Балка
- Зольне
- Казанки
- Кемі-Оба
- Комінтерн
- Костянтинівка
- Михайлівка
- Михайлівка
- Нова Одеса
- Одеса
- Осокорівка
- Похилий
- Роздольне
- Старо-Розанівка
- Тимофіївка
- Широке

| Атерійський наконечник | Це незавершена стаття з археології. Ви можете допомогти проєкту, виправивши або дописавши її. |